# Erdoğan Yeşilyurt
Erdoğan Yeşilyurt (sinh 6 tháng 11 năm 1993) là một cầu thủ bóng đá Đức-Thổ Nhĩ Kỳ thi đấu cho Altınordu.